# کاربرد نظامی لیزر

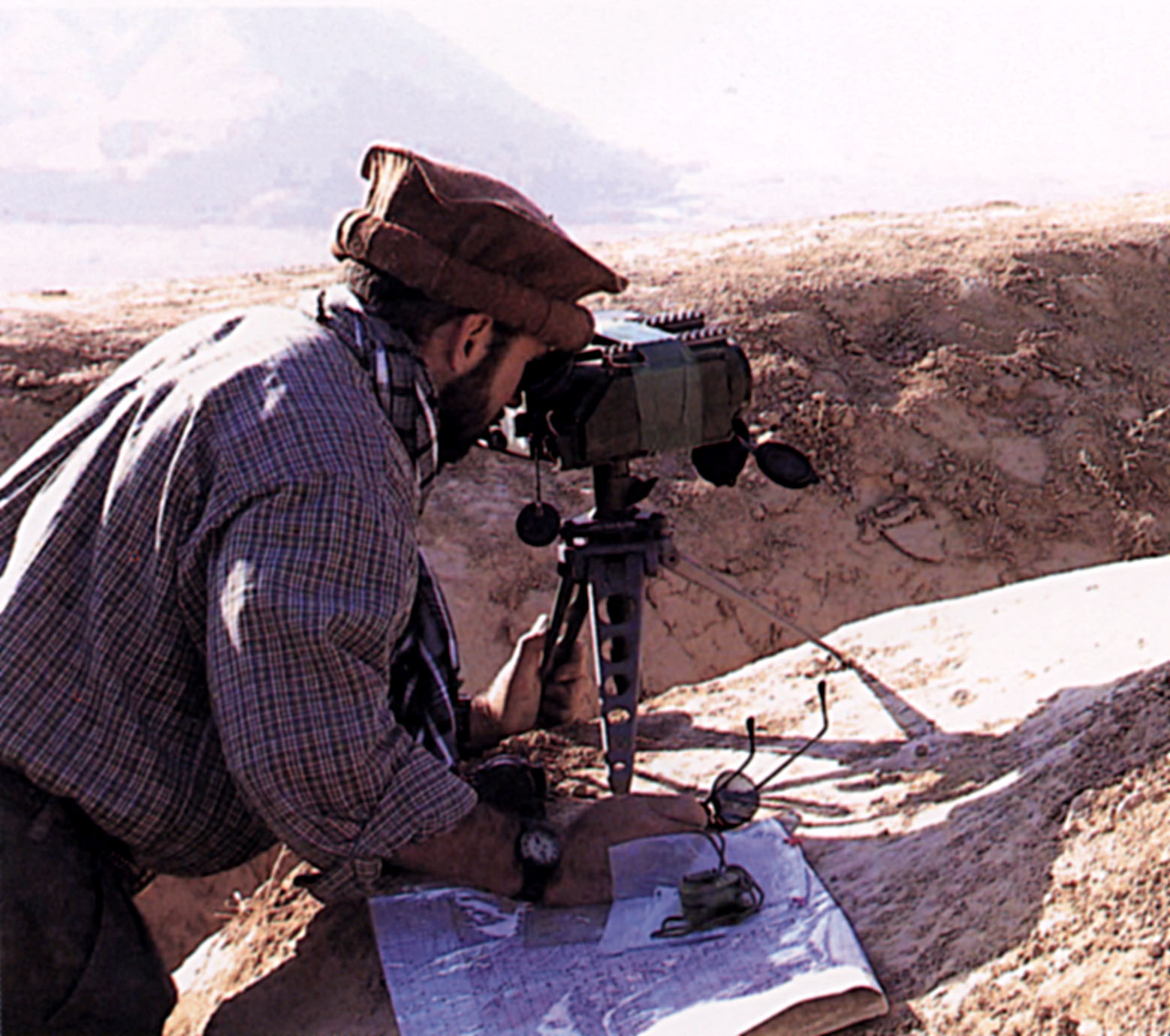
علامت‌گذار لیزری قابل حمل برای پیاده‌نظام

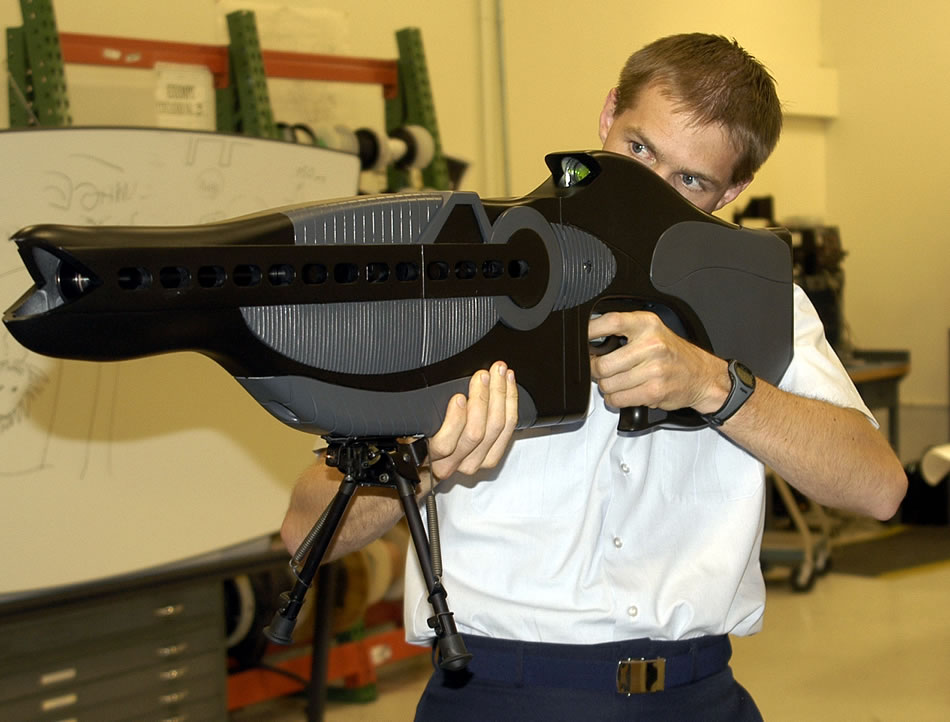
یک تفنگ لیزری غیرکشنده که در وزارت دفاع آمریکا توسعه پیدا کرده‌است.

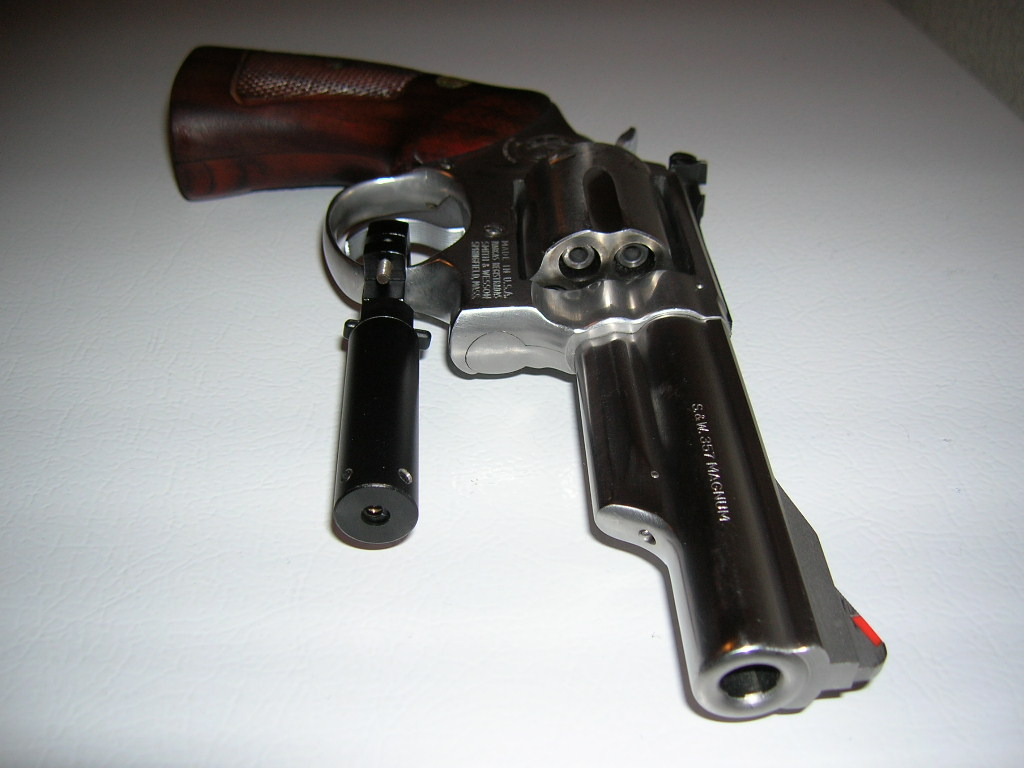
یک دید لیزری زیر لوله رولور

کاربردهای نظامی لیزر بسیار متنوع است. استفاده از پرتو لیزر برای نشانه‌گذاری هدف یکی از دقیق‌ترین شیوه‌های هدایت بمب‌ها و موشک‌هاست. کاربرد دیگر لیزرها مسافت‌یابی و تعیین دقیق فاصله با هدف است. از لیزر همچنین به عنوان یک پادکار دفاعی به ویژه برای گمراه کردن موشک‌های گرمایاب نیز استفاده می‌شود. استفاده مستقیم از لیزر به عنوان سلاح لیزری و نوعی جنگ‌افزار انرژی هدایت شده نیز در حال بررسی است و نمونه‌های اولیه‌ای از آن مورد استفاده قرار گرفته‌اند.

## پادکار دفاعی
استفاده از لیزر به عنوان یک پادکار دفاعی از لیزرهای کوچک ضعیف برای اخلال حسگرهای فروسرخ تا سیستم‌های لیزری هوابرد پرقدرت را شامل می‌شود. سیستم‌های اخلالگر فروسرخ از یک پرتو ضعیف لیزر برای گمراه کردن حسگرهای موشک‌های گرمایاب ضدهوایی بهره می‌گیرند. اما سامانه‌های لیزری رهگیر قدرتمند از یک سیستم پیچیده برای یافتن، پیگیری و تخریب موشک‌های بالستیک قاره‌پیما استفاده می‌کنند. این نوع سیستم‌ها از لیزرهای شیمیایی استفاده می‌کنند؛ یعنی یک واکنش شیمیایی انرژی‌زا باعث ایجاد اشعه لیزر می‌شود.
یک نمونه دیگر از کاربرد مستقیم لیزر به عنوان یک سلاح دفاعی در ادارهٔ ابتکارات دفاعی استراتژیک (معروف به جنگ ستارگان) مورد بررسی قرار گرفته‌است. این پروژه استفاده از سیستم‌های لیزری برای انهدام موشک‌های بالستیک قاره‌پیما را بررسی می‌کند. این ایده با مشکلات عملی متعددی روبروست به ویژه برای هدف گرفتن موشک‌های بالستیک در مناسبترین زمان یعنی مرحلهٔ اوج‌گیری بلافاصله پس از شلیک. در این مرحله فاصله موشک بالستیک با سیستم لیزر با موشک بسیار زیاد است و شرایط اتمسفر موجب کج شدن مسیر لیزر می‌شود.
یک ایده دیگر که در همین پروژه بررسی شده ساخت بمب‌های هسته‌ای اشعه ایکس لیزری است. این سیستم در واقع یک بمب اتمی برای انفجار در مدار زمین است که رساناهای لیزری را به شکل میله‌های شیشه‌ای حمل می‌کند و موجب انتشار لیزر اشعه ایکس می‌شود که چندان به شرایط اتمسفری حساس نیست و توانایی نابودی موشک‌های بالستیک در حال پرواز را دارد. جنبه‌های اولیه این ایده در آزمایش‌های هسته‌ای زیرزمینی مورد بررسی قرار گرفته اما نتایج چندان امیدوارکننده نبوده‌است.

## نشانه‌گذاری هدف
یکی دیگر از کاربردهای نظامی لیزر علامت‌گذاری هدف است. این کار با یک نشانه‌گذار لیزری ضعیف انجام می‌شود که هدف را برای مهمات هدایت‌شونده مشخص می‌کند. بمب با کمک بازتابی که از لیزر دریافت می‌کند مسیر خود را پیدا می‌کند و به این ترتیب دقت آن بسیار افزایش می‌یابد. علامت‌گذاری لیزر را می‌توان با استفاده از هواگرد انجام داد یا پیاده‌نظامی که در نزدیکی هدف قرار دارد این کار را انجام دهد. بیشتر لیزرهایی که برای این مقصود استفاده می‌شوند لیزرهای فروسرخ هستند و در نتیجه دشمن نمی‌تواند به راحتی متوجه آنها شود.
این نوع استفاده از لیزر بسیار مرسوم است به ویژه در بمب‌های هدایت لیزری که توسط هواپیماها شلیک می‌شوند و از دقیق‌ترین انواع مهمات محسوب می‌شوند. از این شیوه برای هدایت مهمات هوشمند توپخانه‌ای و برخی موشک‌ها نیز استفاده می‌شود. علامت‌گذاری لیزری در هوای صاف بسیار خوب عمل می‌کند اما ابر، باران و دود اشکالات جدی برای آن ایجاد می‌کند.

## دید لیزری
مهم‌ترین کاربرد لیزر در سلاح‌های سبک برای تقویت هدف‌گیری سلاح است. دید لیزری یک ابزار کوچک است که بر روی تفنگ‌ها یا سلاح‌های کمری نصب می‌شود و کار آن انتشار یک پرتو لیزر موازی با لوله اسلحه است. نور لیزر به صورت یک نقطه کوچک در هدف قرار می‌گیرد و شخص با استفاده از آن هدف‌گیری را انجام می‌دهد. بیشتر دیدهای لیزری از نور سرخ استفاده می‌کنند اما برخی هم نور فروسرخ را تابش می‌دهند که برای انسان مرئی نیست اما با دوربین‌های دید در شب دیده می‌شود. البته در این شیوه عوامل دیگری که بر هدف‌گیری مؤثر است همچون افت گلوله بر اثر جاذبه زمین، باد، فاصله بین جهت پرتو و محور لوله و حرکت هدف در زمان حرکت گلوله محاسبه نمی‌شود.

## سلاح لیزری غیرمرگبار
سلاح‌های لیزری غیرکشنده از پرتو لیزر برای تخریب توانایی جنگی سربازان دشمن یا ایجاد دیگر تهدیدهای غیرمرگبار برای نیروهای دشمن استفاده می‌کنند. بیشتر این نوع سلاح‌ها به اندازه کافی کوچک هستند تا توسط نفر حمل شوند و شیوهٔ کارشان اینگونه است که اشعه ضعیفی را به سوی دشمن می‌تاباند تا موجب گیجی یا کوری موقت دشمن شده و توانایی جهت‌یابی او را برهم بزند. در حال حاصر چندین نوع سلاح گیج‌کننده موجود است و برخی هم در نبردهای واقعی به کار رفته‌اند.
استفاده از لیزرهای کورکننده دائمی در این نوع سلاح‌ها امکان‌پذیر است چراکه نیروی لازم برای این کار اندک است و به راحتی در سلاح‌های قابل حمل توسط نفر قابل دستیابی است. اما بیشتر کشورها به پروتکل ممنوعیت سلاح‌های لیزری کورکننده (۱۹۹۵) پیوسته‌اند که استفاده از این نوع سلاح‌ها را به دلایل اخلاقی ممنوع کرده‌است. البته برخی کشورها چنین سلاح‌هایی را طراحی کرده‌اند از جمله زدام-۸۷ چینی‌ها، اما به نظر نمی‌رسد هیچ‌یک از مرحله پیش‌نمونه فراتر رفته باشند.